# Rolls-Royce Phantom Drophead Coupé
La Rolls-Royce Phantom Drophead Coupé è una autovettura cabriolet prodotta dalla casa automobilistica inglese Rolls-Royce. È stata presentata al Salone dell'automobile di Detroit del 2007 e messa in vendita nella primavera successiva. La produzione è terminata nel 2016 senza alcun erede.

## Caratteristiche
La Phantom Drophead Coupé è basata sulla concept 100EX presentata nel 2004 per festeggiare il centenario della compagnia. La piattaforma è la stessa dell'attuale Phantom.
La macchina è dotata di due porte che si aprono controvento (suicide doors) elettricamente e di una capote multistrato in tela.
Il motore è un 6.750 cm³ V12 che eroga 460 cavalli e una coppia motrice massima di 73,4 kgm (720 Nm).

## Rolls Royce Hyperion
In occasione del concorso d'eleganza di Pebble Beach 2008, viene presentata da Pininfarina la Rolls Royce Hyperion, una fuoriserie su base Phantom Drophead Coupé ridisegnata dalla carrozzeria Torinese, per il committente Roland Hall che successivamente l'ha messa in vendita per la cifra di 4,5 milioni di euro.
La vettura si presenta profondamente rivista rispetto alla base di cui deriva, i posti posteriori sono stati eliminati e il padiglione è stato arretrato, il corpo vettura è stato profondamente modificato, così come i gruppi ottici anteriori e posteriori. La linea è decisamente più filante, ma anche più particolare, il corpo vettura e i volumi sono più vicini a quelli di una gran turismo rispetto alla base da cui deriva. Anche l'abitacolo è stato profondamente modificato. Fra i vari nomi, al progetto ha partecipato anche Jason Castriota.